# Liste der Baudenkmäler in Berngau

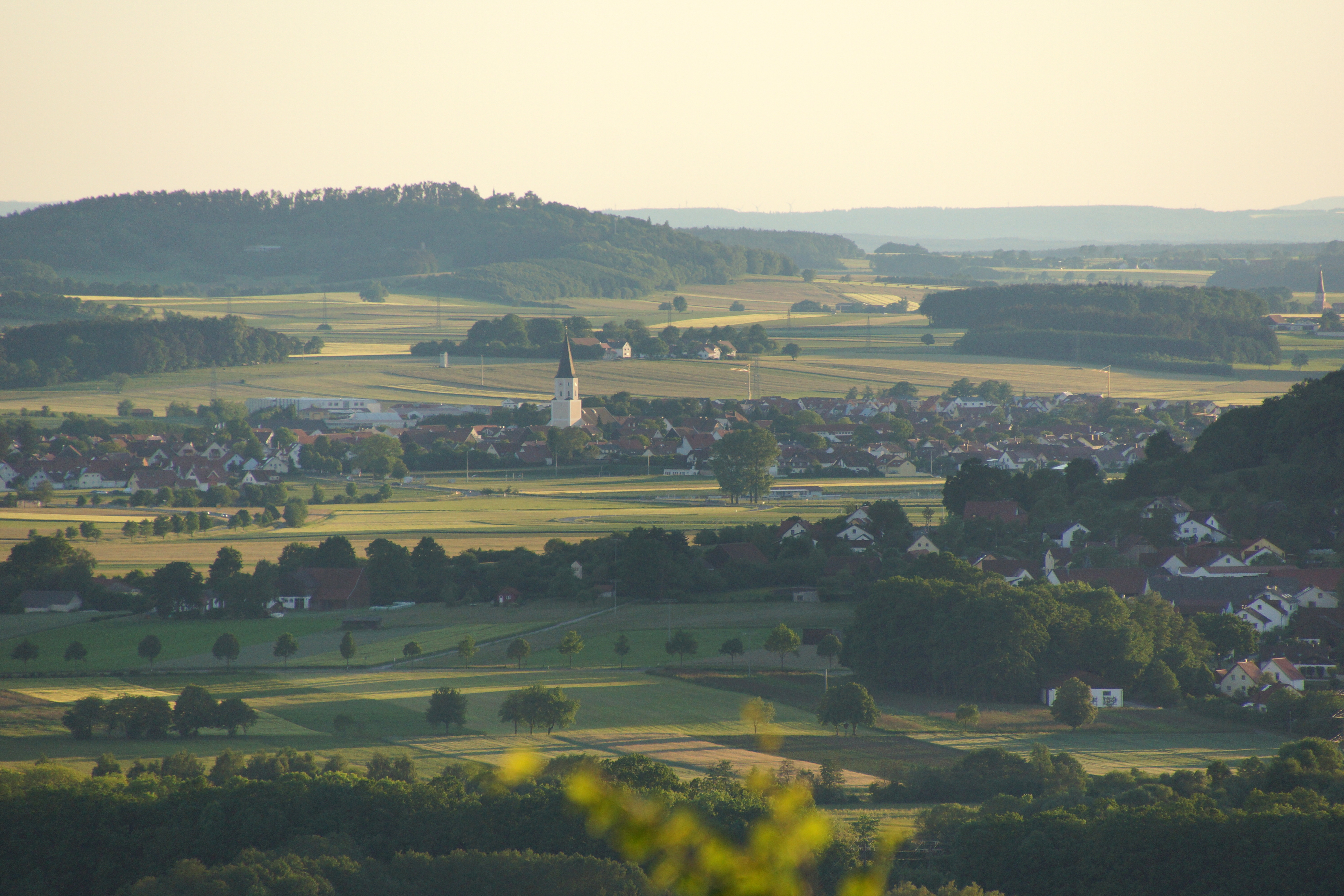
Blick vom Mariahilfberg

Auf dieser Seite sind die Baudenkmäler in der Oberpfälzer Gemeinde Berngau zusammengestellt. Diese Tabelle ist eine Teilliste der Liste der Baudenkmäler in Bayern. Grundlage ist die Bayerische Denkmalliste, die auf Basis des Bayerischen Denkmalschutzgesetzes vom 1. Oktober 1973 erstmals erstellt wurde und seither durch das Bayerische Landesamt für Denkmalpflege geführt wird. Die folgenden Angaben ersetzen nicht die rechtsverbindliche Auskunft der Denkmalschutzbehörde.

## Baudenkmäler nach Ortsteilen

### Berngau
| Lage                              | Objekt                                     | Beschreibung | Akten-Nr.             | Bild                 |
| --------------------------------- | ------------------------------------------ | --- | --------------------- | -------------------- |
| Am Plan (Standort)                | Kriegerdenkmal für 1866 und 1870/71        | Mit Mariensäule, Schaft auf gestuftem Unterbau und Inschriftsockel, bezeichnet mit 1887, Muttergottesfigur erneuert | D-3-73-114-1 Wikidata | BW                   |
| Freystädter Straße 2 (Standort)   | Ehemaliges Wohnstallhaus                   | Eingeschossiger und verputzter Bruchsteinbau mit steilem Halbwalmdach und Fachwerkgiebeln, 1596 (dendrochronologisch datiert), Erneuerung des nordwestlichen Dachdrittels mit Giebel, um 1706/07 (dendro. datiert), barocke Umbauten gegen Ende des 18. Jahrhunderts | D-3-73-114-2 Wikidata | BW                   |
| Nähe Neumarkter Straße (Standort) | Steinkreuz, sogenannter Reifenstein        | Ohne Kopf und Arme, Sandstein, wohl mittelalterlich | D-3-73-114-9 Wikidata | weitere Bilder       |
| Neumarkter Straße 39 (Standort)   | Wegkapelle St. Maria                       | Giebelständiger und abgewalmter Satteldachbau, 18./19. Jahrhundert | D-3-73-114-3 Wikidata | BW                   |
| Ramoldplatz 1 (Standort)          | Gotischer Chorturm                         | Mit achteckigem Glockengeschoss und Spitzhelm der katholischen Pfarrkirche St. Peter und Paul, bezeichnet mit 1359, Erhöhung des Turms 1869 (Langhaus-Neubau 1967 von Hanns Meier); mit Ausstattung                                                                  | D-3-73-114-5 Wikidata | weitere Bilder       |
| Ramoldplatz 6 (Standort)          | Ehemaliges Mädchenschulhaus, jetzt Rathaus | Zweigeschossiger und giebelständiger Krüppelwalmdachbau mit Putzrahmungen, 1902 | D-3-73-114-6 Wikidata | weitere Bilder       |
| Tyrolsberger Straße 5 (Standort)  | Ehemaliges Schulhaus                       | Zweigeschossiger Walmdachbau, 1773 | D-3-73-114-7 Wikidata | Ehemaliges Schulhaus |

### Allershofen
| Lage                     | Objekt             | Beschreibung                                      | Akten-Nr.              | Bild               |
| ------------------------ | ------------------ | ------------------------------------------------- | ---------------------- | ------------------ |
| Allershofen 6 (Standort) | Zugehöriger Stadel | Satteldachbau mit Fachwerkgiebel, 18. Jahrhundert | D-3-73-114-10 Wikidata | Zugehöriger Stadel |

### Mittelricht
| Lage                      | Objekt                                | Beschreibung | Akten-Nr.              | Bild           |
| ------------------------- | ------------------------------------- | --- | ---------------------- | -------------- |
| Mittelricht 1 (Standort)  | Bildstock                             | Satteldachgehäuse auf breiterem Sockel, 19. Jahrhundert | D-3-73-114-12 Wikidata | BW             |
| Mittelricht 19 (Standort) | Katholische Filialkirche St. Leonhard | Saalbau mit leicht eingezogener und polygonaler Apsis und Westturm, im Kern 13. Jahrhundert, Chor 15. Jahrhundert; mit Ausstattung; Teile der ehemaligen Friedhofbefestigung, Bruchsteinmauer mit Strebepfeilern, 16./17. Jahrhundert | D-3-73-114-11 Wikidata | weitere Bilder |

### Röckersbühl
| Lage                      | Objekt                                   | Beschreibung                                                                                     | Akten-Nr.              | Bild           |
| ------------------------- | ---------------------------------------- | ------------------------------------------------------------------------------------------------ | ---------------------- | -------------- |
| Hauptstraße 27 (Standort) | Turm der Filialkirche Hl. Dreifaltigkeit | Mit achteckigem Glockengeschoss und Zwiebelhaube, 1732 (Neubau der Kirche 1981); mit Ausstattung | D-3-73-114-13 Wikidata | weitere Bilder |

### Tyrolsberg
| Lage                       | Objekt                         | Beschreibung                                                             | Akten-Nr.              | Bild           |
| -------------------------- | ------------------------------ | ------------------------------------------------------------------------ | ---------------------- | -------------- |
| Kapellenplatz 1 (Standort) | Dorfkapelle Hl. Dreifaltigkeit | Giebelständiger Walmdachbau mit Glockendachreiter, 1898; mit Ausstattung | D-3-73-114-14 Wikidata | weitere Bilder |

## Ehemalige Baudenkmäler
In diesem Abschnitt sind Objekte aufgeführt, die noch existieren und früher einmal in der Denkmalliste eingetragen waren, jetzt aber nicht mehr.

| Lage                                    | Objekt                | Beschreibung                                                                                        | Akten-Nr.             | Bild                  |
| --------------------------------------- | --------------------- | --------------------------------------------------------------------------------------------------- | --------------------- | --------------------- |
| Berngau Neumarkter Straße 24 (Standort) | Ehemaliges Bauernhaus | Eingeschossiger und giebelständiger Steildachbau mit verputztem Fachwerkgiebel, 18./19. Jahrhundert | D-3-73-114-4 Wikidata | Ehemaliges Bauernhaus |